# The Bob's Burgers Music Album
The Bob's Burgers Music Album es la banda sonora de la comedia de situación animada estadounidense Bob's Burgers. Fue lanzado el 12 de mayo de 2017 a través de Sub Pop.
El álbum está compuesto por 112 canciones, 107 de las cuales son de las primeras seis temporadas del programa, interpretadas por los miembros principales del elenco (H. Jon Benjamin, John Roberts, Dan Mintz, Eugene Mirman y Kristen Schaal) e invitados especiales/recurrentes. como Aziz Ansari, Bill Hader, Carly Simon, Cyndi Lauper, Fred Armisen, Kevin Kline, Paul Rudd, Sarah Silverman y Zach Galifianakis  Cinco versiones nunca emitidas de Bob's Buskers de canciones del programa interpretadas por The National, Låpsley, Stephin Merritt y St. Vincent.

## Recepción de la crítica
The Bob's Burgers Music Album recibió críticas generalmente positivas. En Metacritic, el álbum recibió un puntaje promedio de 77, basado en 7 reseñas. 
Rachel Bowles de The Skinny elogió el álbum diciendo: "El LP logra sorprender y entretener constantemente durante todo su tiempo de ejecución, solo dos minutos antes de las dos horas. La música única de Bob's Burgers proporciona un paisaje sonoro poco convencional a su narrativa y permite que los personajes se expresen".  Heather Phares de AllMusic dijo: "El gran tamaño del álbum musical The Bob's Burgers significa que Gene Belcher podría ser el único con la resistencia para escuchar todo el set más de una vez, pero es genial para los fans obsesivos que finalmente pueden poseer todo el disco". el asunto". En su reseña de Clash, Sam Walker-Smart declaró: "Al igual que el programa en sí, este es un conjunto maravillosamente diseñado (echa un vistazo al vinilo de lujo 'condimento'), que a veces es inteligente, dulce y muy, muy estúpido". .  El crítico de Pretty Much Amazing, Daniel Bromfield, dijo: "Bouchard realmente trabaja en estas melodías. Se esfuerza por hacer que cada uno sea mejor de lo que realmente necesita ser". The 405 declaró: "Por supuesto, con casi dos horas de duración, probablemente no sea algo que escuches de una sola vez (especialmente si no eres fanático de Bob's Burgers), pero es muy fácil sumergirse y salir de ello en su tiempo libre. Si también te gustan las canciones sobre traseros y pedos, entonces aquí tienes lo que buscas".  Eric Thurm de Pitchfork dijo: "Está dirigido casi en su totalidad a los fanáticos de 'Bob's' y escuchar este álbum sin ser fanático de 'Bob's Burgers' es una tontería. Incluso para los fanáticos, las dos horas todavía se sienten como una caminata desaconsejada. La facilidad con la que la banda sonora cambia entre cancioncillas novedosas y homenajes a riot grrrl, un género con el que el programa se siente más cómodo, es parte de su atractivo". 
En una crítica mixta, Mischa Pearlman de Record Collector declaró: Lamentablemente, fuera del contexto de los episodios, las cancioncillas reales son solo ligeramente humorísticas en el mejor de los casos, y apenas garantizan más de una reproducción".

## Desempeño comercial
Alcanzando una posición máxima de número veintiuno en el Billboard 200 de EE. UU., The Bob's Burgers Music Album permaneció en la lista durante un total de dos semanas. También encabezó la lista de álbumes de comedia de Billboard, alcanzó el puesto número dos en los álbumes de vinilo y los álbumes independientes, alcanzó el puesto número tres en las mejores bandas sonoras y aterrizó en el número ocho en la lista Tastemakers.

## Listado de pistas
| N.º     | Título                                              | Performer(s) | Duración |  |
| 1.      | «The Bob's Burgers Theme Song»                      | | 1:02     |  |
| 2.      | «Lifting Up the Skirt of the Night»                 | John Roberts & H. Jon Benjamin | 1:10     |  |
| 3.      | «Butts, Butts, Butts»                               | John Roberts, Loren Bouchard, Jim Dauterive, Tobias Trost, Chuck Smith, Matt Beville & John Dylan Keith | 0:27     |  |
| 4.      | «Theme From Banjo»                                  | H. Jon Benjamin & Loren Bouchard | 0:37     |  |
| 5.      | «Da Ding Ding»                                      | Eugene Mirman, H. Jon Benjamin & John Roberts | 1:06     |  |
| 6.      | «Pirates of Panache»                                | H. Jon Benjamin, John Roberts, Larry Murphy & John Dylan Keith | 0:16     |  |
| 7.      | «Weekend at Mort's»                                 | Kristen Schaal, John Roberts, Larry Murphy, H. Jon Benjamin, Eugene Mirman & Dan Mintz | 0:40     |  |
| 8.      | «Sex Music»                                         | Loren Bouchard | 0:19     |  |
| 9.      | «Wing Man»                                          | Ron Lynch & Sam Seder | 0:36     |  |
| 10.     | «Taffy Butt»                                        | Cyndi Lauper | 1:18     |  |
| 11.     | «Getting Out of P.E.»                               | Loren Bouchard, Nora Smith, Holly Schlesinger & Chris Maxwell | 0:26     |  |
| 12.     | «Groping for Glory»                                 | John Roberts | 1:18     |  |
| 13.     | «Oil Spill»                                         | Megan Mullally | 0:35     |  |
| 14.     | «One Way or Another»                                | Megan Mullally | 0:56     |  |
| 15.     | «The Prince of Persuasia»                           | Rob Huebel & Dan Mintz | 1:26     |  |
| 16.     | «Bad Girls»                                         | Holly Schlesinger, Nora Smith & Loren Bouchard | 0:32     |  |
| 17.     | «You Got Beefsquatched»                             | Loren Bouchard | 0:39     |  |
| 18.     | «Milkin' the Cow»                                   | Eugene Mirman & John Roberts | 0:37     |  |
| 19.     | «Fun! Fun! Fun! Fun!»                               | Eugene Mirman, Holly Schlesinger, Nora Smith, Loren Bouchard, Wendy Molyneux & Lizzie Molyneux | 0:28     |  |
| 20.     | «Parakeet in Your Hat»                              | Bill Hader, John Roberts & H. Jon Benjamin | 1:26     |  |
| 21.     | «Kill the Turkey»                                   | John Roberts & H. Jon Benjamin | 0:55     |  |
| 22.     | «The Diarrhea Song»                                 | John Roberts & Eugene Mirman | 0:37     |  |
| 23.     | «Silent Love»                                       | Eugene Mirman, H. Jon Benjamin, Kristen Schaal, Dan Mintz, David Wain & John Michael Higgins | 1:15     |  |
| 24.     | «Silent Muffler»                                    | Holly Schlesinger & Nora Smith | 0:18     |  |
| 25.     | «The Harry Truman Song»                             | John Roberts | 0:35     |  |
| 26.     | «Daddy/The Itsy Bitsy Stripper»                     | Fred Armisen, Larry Murphy, H. Jon Benjamin, Eugene Mirman & John Roberts | 1:14     |  |
| 27.     | «Sex Sex Sex Sex Sex»                               | Fred Armisen | 0:40     |  |
| 28.     | «You're the Best»                                   | Sam Seder | 1:29     |  |
| 29.     | «Mad Pooper»                                        | Will Forte & Loren Bouchard | 0:36     |  |
| 30.     | «Buckle It Up»                                      | H. Jon Benjamin, Kristen Schaal, Eugene Mirman & Dan Mintz | 0:06     |  |
| 31.     | «Love Mission»                                      | Loren Bouchard | 0:16     |  |
| 32.     | «Two People»                                        | John Roberts & Larry Murphy | 0:35     |  |
| 33.     | «Can't Get Enough (of Your Woman Stuff)»            | Loren Bouchard & Nora Smith | 0:53     |  |
| 34.     | «Funky Finger»                                      | Loren Bouchard & John Dylan Keith | 0:28     |  |
| 35.     | «This Is Working»                                   | H. Jon Benjamin & John Roberts | 1:02     |  |
| 36.     | «Baby Hold On»                                      | John Roberts & Loren Bouchard | 1:00     |  |
| 37.     | «Electric Love»                                     | Megan Mullally, Kevin Kline, Eugene Mirman, Kristen Schaal, H. Jon Benjamin, Larry Murphy, Dan Mintz, John Roberts, Mark Proksch, Loren Bouchard & Nora Smith | 3:45     |  |
| 38.     | «T-I-N-A»                                           | H. Jon Benjamin & Dan Mintz | 0:35     |  |
| 39.     | «The Snake Song»                                    | Eugene Mirman, John Dylan Keith, Loren Bouchard & Nora Smith | 0:47     |  |
| 40.     | «Fracas Foam»                                       | Loren Bouchard & Jim Dauterive | 0:35     |  |
| 41.     | «The Kids Run the Restaurant»                       | John Roberts | 0:38     |  |
| 42.     | «Coal Mine»                                         | Scott Jacobson, Steven Davis & Kelvin Chow-Min Yu | 0:54     |  |
| 43.     | «Whisper in Your Eyes»                              | Max Greenfield | 1:16     |  |
| 44.     | «I Wanna Hear Your Secrets»                         | Max Greenfield | 0:52     |  |
| 45.     | «I've Got a Yum Yum»                                | John Roberts, Kristen Schaal, H. Jon Benjamin, Loren Bouchard & Nora Smith | 1:07     |  |
| 46.     | «Rain, Rain, Flash, Flash»                          | Dan Mintz, Dave Herman & Lindsey Stoddart | 0:37     |  |
| 47.     | «We're Coming for Ya»                               | H. Jon Benjamin, Eugene Mirman, Kristen Schaal, John Roberts, Dan Mintz, Loren Bouchard & John Dylan Keith | 0:51     |  |
| 48.     | «Quicky Kiss It»                                    | Loren Bouchard | 0:42     |  |
| 49.     | «Prankin'»                                          | Loren Bouchard | 0:34     |  |
| 50.     | «Sneaky Pete»                                       | Ken Jeong, John Roberts, Kristen Schaal, Eugene Mirman, H. Jon Benjamin, Nora Smith & Loren Bouchard | 1:36     |  |
| 51.     | «Gravy Boat»                                        | Megan Mullally & John Roberts | 0:41     |  |
| 52.     | «We Won the Talent Show»                            | Sarah Silverman & Laura Silverman | 2:34     |  |
| 53.     | «Derek Dematopolis»                                 | Megan Mullally & John Roberts | 1:23     |  |
| 54.     | «Not Bad for Havin' Three Kids»                     | Megan Mullally, John Roberts & Lindsey Stoddart | 1:21     |  |
| 55.     | «Jingle in the Jungle»                              | Steven Davis & Kelvin Chow-Min Yu | 0:51     |  |
| 56.     | «Slumber Party Fashion Show»                        | Loren Bouchard & Nora Smith | 0:54     |  |
| 57.     | «It's Not Magic It's Tragic»                        | Loren Bouchard | 0:35     |  |
| 58.     | «The Fart Song»                                     | Eugene Mirman, Aziz Ansari, Kristen Schaal, H. Jon Benjamin, Dan Mintz, John Roberts, Loren Bouchard, Nora Smith, Rachel Hastings & Dave Herman | 1:28     |  |
| 59.     | «Hava Nagila»                                       | Dan Mintz | 0:43     |  |
| 60.     | «Equestranauts Theme»                               | Dan Mintz, H. Jon Benjamin, Eugene Mirman, Kristen Schaal, Larry Murphy & John Roberts | 1:13     |  |
| 61.     | «Nice Things Are Nice»                              | H. Jon Benjamin, Kevin Kline, Jordan Peele, Eugene Mirman, Kristen Schaal, John Roberts & Dan Mintz | 1:42     |  |
| 62.     | «Wharf of Wonder»                                   | John Roberts | 0:39     |  |
| 63.     | «Bad Things Are Bad»                                | H. Jon Benjamin, Kevin Kline, John Roberts, Zach Galifianakis, Jordan Peele, Paul F. Tompkins, Jenny Slate, Eugene Mirman, Larry Murphy, Laura Silverman, Bobby Tisdale & Brian Huskey                                                                                   | 2:09     |  |
| 64.     | «Die Hard/Working Girl Musical Medley»              | David Wain, Eugene Mirman, Dan Mintz, H. Jon Benjamin, John Roberts, Kristen Schaal & Melissa Galsky | 2:00     |  |
| 65.     | «Work Hard or Die Trying, Girl»                     | Laura Silverman, Sarah Silverman, Aziz Ansari, H. Jon Benjamin, Carly Simon, Kristen Schaal, Brian Huskey, John Roberts, David Wain, Eugene Mirman, Bobby Tisdale & Dan Mintz                                                                                            | 3:35     |  |
| 66.     | «Jeff (Il Est Mort)»                                | Loren Bouchard | 0:38     |  |
| 67.     | «Your Best Friend»                                  | John Roberts & Larry Murphy | 0:40     |  |
| 68.     | «Love Is in Control (Finger on the Trigger)»        | H. Jon Benjamin & John Dylan Keith | 1:09     |  |
| 69.     | «Christmas Magic»                                   | John Roberts & Larry Murphy | 0:52     |  |
| 70.     | «Happy Crappy Place»                                | H. Jon Benjamin, John Roberts & Kristen Schaal | 1:13     |  |
| 71.     | «Darryl's Slow Jam»                                 | Aziz Ansari & Chris Maxwell | 0:55     |  |
| 72.     | «I'm Jimmy Jr. Pesto»                               | H. Jon Benjamin, Kristen Schaal, Sarah Silverman, Eugene Mirman, Dan Mintz & Brian Huskey | 0:35     |  |
| 73.     | «The Sheriff Had a Piggy»                           | John Roberts, Eugene Mirman & Kristen Schaal | 0:21     |  |
| 74.     | «Lipstick on His Pickup»                            | Megan Mullally, Eugene Mirman & Larry Murphy | 0:28     |  |
| 75.     | «I'll Trade You These Tears/I Won't Go Solo on You» | John Roberts, Megan Mullally, Eugene Mirman, Dan Mintz & Rich Fulcher | 1:16     |  |
| 76.     | «Shimmy Tap»                                        | John Roberts | 0:46     |  |
| 77.     | «Date Night»                                        | John Roberts, H. Jon Benjamin & Kristen Schaal | 0:53     |  |
| 78.     | «Don't You Love Cotton Candy»                       | John Roberts, Dave Herman, Kristen Schaal & Eugene Mirman | 1:01     |  |
| 79.     | «Jam With Darryl»                                   | Aziz Ansari & Eugene Mirman | 0:18     |  |
| 80.     | «His Name Is Lenny»                                 | Aziz Ansari, Brian Huskey, Eugene Mirman & H. Jon Benjamin | 0:56     |  |
| 81.     | «I Don't Need Music»                                | Eugene Mirman, Kristen Schaal, Dan Mintz & John Dylan Keith | 0:49     |  |
| 82.     | «I Want Some Burgers and Fries»                     | Eugene Mirman, Kristen Schaal, Aziz Ansari & Dan Mintz | 0:42     |  |
| 83.     | «BM in the PM»                                      | John Roberts & Chris Maxwell | 0:51     |  |
| 84.     | «I'm Falling for Helen»                             | Larry Murphy & Tim Dacey | 0:40     |  |
| 85.     | «99 Red Balloons»                                   | H. Jon Benjamin & Kevin Kline | 1:26     |  |
| 86.     | «It's Called Fate (And It's Great)»                 | Dan Mintz, Kristen Schaal, Eugene Mirman, Ron Lynch, Sam Seder, John Dylan Keith & Loren Bouchard | 0:45     |  |
| 87.     | «I Love You So Much (It's Scary)»                   | Max Greenfield, H. Jon Benjamin, John Roberts, Dan Mintz, Eugene Mirman, Kristen Schaal, Steven Davis & Kelvin Chow-Min Yu | 2:45     |  |
| 88.     | «It's Thanksgiving for Everybody»                   | H. Jon Benjamin, Megan Mullally, John Roberts, Kristen Schaal, Dan Mintz & Eugene Mirman | 1:13     |  |
| 89.     | «The Spirits of Christmas»                          | Kevin Kline | 3:05     |  |
| 90.     | «The Nice-Capades»                                  | Eugene Mirman, Dan Mintz, Kristen Schaal, John Roberts, H. Jon Benjamin & Larry Murphy | 2:28     |  |
| 91.     | «Amor Por Favor (Me Llamo Tina)»                    | Dan Mintz & Kristen Schaal | 0:37     |  |
| 92.     | «It's Valentine's Day»                              | Eugene Mirman, David Wain, Melissa Galsky & Bobby Tisdale | 1:01     |  |
| 93.     | «Hot Ham and Cheese Day»                            | David Wain, Loren Bouchard & Tim Dacey | 0:38     |  |
| 94.     | «Cease and Desist»                                  | John Roberts, H. Jon Benjamin, Jon Glaser & John Dylan Keith | 0:47     |  |
| 95.     | «Muse Dance»                                        | John Roberts, Loren Bouchard & Tim Dacey | 0:37     |  |
| 96.     | «If You Love Something»                             | Jordan Peele, John Roberts, Chris Maxwell & Scott Jacobson | 0:38     |  |
| 97.     | «Fart Stools (for the Gifted)»                      | | 0:37     |  |
| 98.     | «Do the Dirty Pigeon»                               | Loren Bouchard, Chris Maxwell & H. Jon Benjamin | 0:40     |  |
| 99.     | «Two Butted Goat»                                   | Bobby Tisdale & Eugene Mirman | 0:46     |  |
| 100.    | «Butt Phone»                                        | Robert Ben Garant & John Dylan Keith | 0:44     |  |
| 101.    | «Breaking Out»                                      | Dan Mintz, H. Jon Benjamin, Aziz Ansari, Rachel Hastings & Dave Herman | 0:39     |  |
| 102.    | «Mononucleosis»                                     | Dan Mintz, H. Jon Benjamin & Aziz Ansari | 0:35     |  |
| 103.    | «Just What I Needed»                                | Dan Mintz, H. Jon Benjamin, Loren Bouchard, John Dylan Keith, John Roberts, Dave Herman & Bobby Tisdale | 1:44     |  |
| 104.    | «I Love Charades»                                   | Chris Parnell & Chris Maxwell | 0:52     |  |
| 105.    | «I'm Tall Enough»                                   | Max Greenfield | 0:44     |  |
| 106.    | «Yat Dat Dat Da»                                    | Paul Rudd & Dan Mintz | 0:37     |  |
| 107.    | «Bad Stuff Happens in the Bathroom»                 | H. Jon Benjamin, Kristen Schaal, Dan Mintz, Eugene Mirman, John Roberts, Tim Dacey, Loren Bouchard, Nora Smith, Steven Davis, Kelvin Chow-Min Yu, Jim Dauterive, Jonathan Peter Schroeder, Wendy Molyneux, Lizzie Molyneux, Rachel Hastings, Larry Murphy & Jay Johnston | 2:30     |  |
| 108.    | «Electric Love»                                     | Stephin Merritt & Kenny Mellman | 1:54     |  |
| 109.    | «Bad Girls»                                         | St. Vincent | 1:41     |  |
| 110.    | «Sailors in Your Mouth»                             | The National | 2:29     |  |
| 111.    | «Christmas Magic»                                   | The National | 1:19     |  |
| 112.    | «Bad Stuff Happens in the Bathroom»                 | The National & Låpsley | 2:43     |  |
| 1:56:07 |                                                     | |          |  |

## Personal
- Jeff Kleinsmith - director creativo
- Bernard Derriman - obra de arte, diseño
- Derek Schroeder - ilustraciones, diseño
- Tony Gennaro - ilustraciones, diseño
- Antonio Aguinaldo – obra de arte
- Maggie Harbaugh - obra de arte
- Guarnición de Tyler - obra de arte
- Kevin Bernier - obra de arte
- Devin Roth - obra de arte
- Jay Howell - obra de arte
- Joe Healy - obra de arte
- Phil Hayes – diseño

## Gráficos

### Gráficos semanales
| Gráfico (2017)                                        | Posición |
| ----------------------------------------------------- | -------- |
| Billboard 200                                         | 21       |
| Los mejores álbumes de comedia de EE. UU. (Billboard) | 1        |
| Independent Albums de EE. UU. (Billboard)             | 2        |
| Las mejores bandas sonoras de EE. UU. (Billboard)     | 3        |

### Gráficos de fin de año
| Gráfico (2017)                                        | Posición |
| ----------------------------------------------------- | -------- |
| Los mejores álbumes de comedia de EE. UU. (Billboard) | 1        |
| Bandas sonoras de EE. UU. (Billboard)                 | 24       |
| Gráfico (2018)                                        | Posición |
| Los mejores álbumes de comedia de EE. UU. (Billboard) | 2        |